# باتريشيا باديا
باتريسيا باديلا غوتييريز دي روزاس (من مواليد 18 يوليو 1996)، المعروفة باسم بادي، هي لاعبة كرة قدم إسبانية محترفة تلعب كمدافعة لنادي الشباب في السعودية.

## المسيرة مع الأندية
في مايو 2017، وقعت عقدًا لمدة عامين مع ليفانتي UD. بعد تسعة أشهر مع النادي، عادت إلى فريقها السابق، فونداسيون ألباسيتي.
في 24 يوليو 2019، وقعت عقدًا مع ديبورتيفو ألافيس.
في سبتمبر 2020، انتقلت مجددًا إلى ألباسيتي. في يوليو 2022، تم تجديد عقدها لموسم آخر، وتم تمديده مرة أخرى في يوليو 2023 لمدة عام إضافي. في 9 أغسطس 2024، أعلن النادي عن رحيل بادي في نهاية فترتها الثالثة مع الفريق المانشيغي.
في 6 سبتمبر 2024، أعلن نادي الشباب عن التعاقد مع باديلا.